# Saison 2005 de la Ligue canadienne de football
Navigation
2004 2006
2005 est la 48e saison de la Ligue canadienne de football et la 122e saison depuis la fondation de la Canadian Rugby Football Union en 1884.

## Événements
Deux équipes changent de propriétaires en 2005. Les Stampeders de Calgary sont vendus à un groupe dirigé par Ted Hellard et l'ancien joueur des Stamps John Forzani.  Après des frictions internes, les Renegades d'Ottawa annoncent qu'un nouveau groupe dirigé par Bill Smith et Bernie Glieberman, ancien propriétaire des Rough Riders, prendrait le contrôle de l'équipe.

## Classements
| Clt   | Équipe                 | PJ | V  | D  | N | BP  | BC  | Pts |
| ----- | ---------------------- | -- | -- | -- | - | --- | --- | --- |
| +001, | Argonauts de Toronto   | 18 | 11 | 7  | 0 | 486 | 387 | 22  |
| +002, | Alouettes de Montréal  | 18 | 10 | 8  | 0 | 592 | 519 | 20  |
| +003, | Renegades d'Ottawa     | 18 | 7  | 11 | 0 | 458 | 578 | 14  |
| +004, | Tiger-Cats de Hamilton | 18 | 5  | 13 | 0 | 383 | 583 | 10  |

| Clt   | Équipe                           | PJ | V  | D  | N | BP  | BC  | Pts |
| ----- | -------------------------------- | -- | -- | -- | - | --- | --- | --- |
| +001, | Lions de la Colombie-Britannique | 18 | 12 | 6  | 0 | 550 | 444 | 24  |
| +002, | Stampeders de Calgary            | 18 | 11 | 7  | 0 | 529 | 443 | 22  |
| +003, | Eskimos d'Edmonton               | 18 | 11 | 7  | 0 | 453 | 421 | 22  |
| +004, | Roughriders de la Saskatchewan   | 18 | 9  | 9  | 0 | 441 | 433 | 18  |
| +005, | Blue Bombers de Winnipeg         | 18 | 5  | 13 | 0 | 474 | 558 | 10  |

## Séries éliminatoires

### Demi-finale de la division Ouest
- 13 novembre : Eskimos d'Edmonton 33 - Stampeders de Calgary 26

### Finale de la division Ouest
- 20 novembre : Eskimos d'Edmonton 28 - Lions de la Colombie-Britannique 23

### Demi-finale de la division Est
- 13 novembre : Roughriders de la Saskatchewan 14 - Alouettes de Montréal 30

### Finale de la division Est
- 20 novembre : Alouettes de Montréal 33 - Argonauts de Toronto 17

### 93ecoupe Grey
- 27 novembre : Les Eskimos d'Edmonton gagnent 38-35 en prolongation contre les Alouettes de Montréal au BC Place Stadium à Vancouver (Colombie-Britannique).

## Honneurs individuels
- Joueur par excellence : Damon Allen (QA), Argonauts de Toronto
- Joueur défensif par excellence : John Grace (en) (SEC), Stampeders de Calgary
- Joueur de ligne offensive par excellence : Gene Makowsky (LO), Roughriders de la Saskatchewan
- Joueur canadien par excellence : Brent Johnson (en)  (LD, Lions de la Colombie-Britannique
- Recrue par excellence : Gavin Walls (en) (AD), Blue Bombers de Winnipeg
- Joueur des unités spéciales par excellence :  Corey Holmes (en) (B), Roughriders de la Saskatchewan